# Rick Flens
Rick Flens (Zaandam, 11 d'abril de 1983) és un ciclista neerlandès, professional des del 2003.
Especialista en la contrarellotge, els seus principals èxits esportius són dues edicions de l'OZ Wielerweekend i diverses etapes en curses d'una setmana.

## Palmarès
- 2003
  - 1r a l'OZ Wielerweekend
- 2005
  - 1r a la Ronde van Zuid-Holland
  - 1r a l'OZ Wielerweekend i vencedor d'una etapa
- 2006
  - Vencedor d'una etapa de l'Olympia's Tour
  - Vencedor d'una etapa de la Ronde van Vlaams-Brabant
  - Vencedor d'una etapa del Tour de Poitou-Charentes
  - Vencedor d'una etapa del Tour de la Somme
- 2007
  - Vencedor d'una etapa de la Volta a Dinamarca

### Resultats al Giro d'Itàlia
- 2010. 135è de la classificació general
- 2011. 155è de la classificació general
- 2014. 132è de la classificació general
- 2015. 144è de la classificació general